# Egy kis Minnesota (Így jártam anyátokkal)
Az Egy kis Minnesota az Így jártam anyátokkal című televízió-sorozat negyedik évadának tizenegyedik epizódja. Eredetileg 2008. december 15-én vetítették, míg Magyarországon 2010. május 10-én.
Ebben az epizódban Ted húga, Heather a városba érkezik, és Ted próbálja őt távol tartani az utána koslató Barneytól. Eközben Marshall egy Minnesota-tematikájú bárba viszi Robint.

## Cselekmény
Az epizód elején Robin egy pólóban érkezik, melyből a többiek megállapítják, hogy mivel kanadai, nagyon jól bírja a hideget. Marshall szerint Kanada olyan, mint Minnesota, ahol a new york-i tél egy átlagos tavaszi napnak felel meg. Ezután Ted megosztja velük, hogy a húga, Heather a városba érkezik, mert ide akar költözni. Ted szerint Heathernek van pár botlása az életben (hat év alatt járta ki a főiskolát három intézményben, összetört két autót, házas volt 5 napig, és 9 hétig ült egy fán, amit igazából senki nem akart kivágni), és kételkedik benne, hogy ez egy felelősségteljes döntés lenne (mikor legutóbb beszélt vele, eladta Ted cuccait és egy spanyolországi Nine Inch Nails-koncertre ment a pénzből). Ha ez nem lenne elég, Ted folyamatosan távol tartja Heathert Barneytól, mert az állandóan arra célozgat, hogy le akar vele feküdni.
Barney mégis megtudja, hogy Heather a városba érkezik, mert Lily elszólja magát, és kifejezetten az alkalomra készülve várja a lakásban a többieket (különösen Heathert egy forgószékkel és egy pohár brandyvel). Barneyt bántja, hogy Ted nem szólt a húga érkezéséről, mire Ted kijelenti, hogy nem bízik sem Heatherben, sem Barneyban. Azért meghívja őt is vasárnap ebédelni.
Az étkezés során Heather megpróbálja elérni, hogy Ted legyen a lakása kezese. Ted vonakodik és kifejezi bizalmatlanságát. Barney felajánlja, hogy keres neki egy állást a Góliát Nemzeti Banknál, és egyben megleckéztetik Tedet is: megjátsszák, hogy lefeküdtek egymással. Barney később a bárban leplezi le magukat és azt, hogy anno megcsókolta Ted anyját. Elmondja, hogy a Tesókódex egyébként is tiltaná, hogy ezt tegye. Ted végül meggondolja magát, és hajlandó bizalmat szavazni a testvérének.
Robinnak honvágya van, ezért Marshall elviszi egy Minnesota-tematikájú bárba, a Süllő Bárba, ahová ő is szokott járni, ha honvágya van. Az egyetlen kikötés, hogy senki nem tudhatja meg, hogy kanadai. Robin meglepően jól beilleszkedik, összebarátkozik mindenkivel, ami frusztrálni kezdi Marshallt, főleg amikor a sajátjaként adja elő az 1999-es emlékezetes NFC bajnoki meccs sztoriját. Amikor pedig a horgászszimulátor játékban is legyőzi, leleplezi mindenki előtt, hogy kanadai.
Az epizód végén Marshall bocsánatkérésképpen egy kanadai bárba viszi Robint, ahol a karaoke-esten elénekli a "Let's Go To The Mall"-t.

## Kontinuitás
- "A lila zsiráf" című epizódban mutatkozott meg először, mennyire nem tud Lily titkot tartani.
- Marshall tartja a rekordot a horgászszimulátorban, ismét tanúbizonyságát adva annak, hogy minden játékban nagyon jó.
- A második évad elején történt kanapécsere a lakásban magyarázat nélkül maradt eddig – ha feltételezzük, hogy Heather azt is eladta, érthető, miért van egy másik a sorozatban.
- A "Let's Go To The Mall" című Robin Sparkles-sláger először a "A pofogadás" című részben szerepelt.
- A "Szingliszellem" című részben Ted megemlítette, hogy a húga férjhez ment, és hogy mennyire utálja a férj zokni-szandál kombinációját.
- Amikor Robin Marshall sztoriját meséli a sajátjaként az 1999-es NFC bajnoki meccsről, azt mondja véletlenül: "az apám, akit még sohasem láttam sírni, az mondta: egy kis részem most meghalt, fiam". A vendégek furcsállják, miért hívta a fiának őt az apja, mire Robin azzal védekezik, hogy így mesélné majd a fiainak, ha majd lesznek. Valójában mivel korábbi részekből tudjuk, hogy bánt vele az apja, elmesélhette ezt volna így, valósághűbben is.
- Ebben az epizódban látható először, hogy Marshall a Minnesota Vikings nagy szurkolója, ami a későbbi részekben is szerepel.

## Jövőbeli visszautalások
- Robin a "Kettős állampolgárság" című részben sem öltözik téliesen.
- Barney "A házbontás" című részben tárja fel annak részleteit, hogyan csókolta meg Ted anyját, közvetlenül a "Villásreggeli" című epizód eseményeit követően. Azt bár többször is állította, hogy le is feküdt vele, a "Szünet ki" című részből kiderül, hogy ez nem történt meg.
- Barney a "Romboló építész" című részben is forgószékes belépőt használ.
- Ted bár próbálja elkerülni, hogy Barney lefeküdjön a húgával, ő "A gyűrű ereje" című részben tudtán kívül lefekszik Barney féltestvérével.

## Érdekességek
- "A hableány-elmélet" című rész szerint Marshall kerüli, hogy kettesben maradjanak Robinnal. Itt mégis minden feszültség nélkül vannak együtt.
- A kanadai bár előtt Paul Shaffer fotója látható, aki a "P.S. Szeretlek" című részben is felbukkan.
- Barney a forgószékkel pontosan úgy üdvözli az érkezőket, mint ahogy Blofeld tette James Bonddal a "Csak kétszer élsz" című filmben.
- Marshall megjegyzése arról, hogy Prince éppen turnézik, utalás Chris Rock humorista egyik korabeli viccére, mely szerint Minnesotában csak Prince és Kirby Puckett feketék.
- A Süllő Bárban Vikings-felsőt hordó embereken látható nevek a Smulders, Statham, Fryman, Bays, Thomas – mindegyik név a sorozat egyik alkotójáé. Marshall meze a 70-es számot viseli, amely Jim Marshall tiszteletére vissza lett vonultatva.

## Vendégszereplők
- Erin Cahill – Heather Mosby
- Eric Bruskotter – George
- Tug Coker – Bud
- Jon Paul Burkhart – Herm
- Sean Graham – Wayne
- Scott Michael Morgan – Glen

## Zene
- Otis Redding – White Christmas
- Crash Test Dummies – Mmmm Mmmm Mmmm Mmmm
- Robin Sparkles – Let's Go To The Mall